# 三日月に腰かけて
「三日月に腰かけて」（みかづきにこしかけて）は1990年11月21日にポニーキャニオン/SEE・SAWから発売された川村かおりの7枚目のシングル。

## 内容
- 裏ジャケットに川村直筆のイラストがある唯一の三方面式。
- C/Wは木嶋浩史のカバー。

## 収録曲
編曲：高橋研
1. 三日月に腰かけて
作詞：川村かおり・高橋研　作曲：高橋研
2. キースの胸で眠りたい
作詞・作曲：木嶋浩史